# Aerei della Aeronautica bulgara nella seconda guerra mondiale
Aerei impiegati dalla Vazhdushnite na Negovo Velichestvo Voiski durante la Seconda guerra mondiale.

## Caccia
- Avia B-135
- Avia B-534
- Dewoitine D.520
- Focke-Wulf Fw 56
- Heinkel He 51
- Messerschmitt Bf 109
- Morane-Saulnier MS.406
- PZL P.11
- PZL P.24

## Bombardieri
- Aero A-304
- Avia B-71
- Avia B-200
- Bloch MB 200
- Caproni Ca.309
- DAR-10
- Dornier Do 17
- Junkers Ju 86
- Junkers Ju 87
- Junkers Ju 88
- PZL.23 Karaś
- PZL.43 Czajka
- Tupolev SB-2

## Da addestramento
- Arado Ar 65
- Arado Ar 96
- Avia B-122
- Bücker Bü 131 "Jungmann"
- Caproni Ca.100
- DAR-9
- Focke-Wulf Fw 44 "Stieglitz"
- Heinkel He 45
- Kaproni Bulgarski KB 4 Chuchuliga II
- Letov Š-328

## Da ricognizione
- DAR-3
- Kaproni Bulgarski KB-11 Fazan
- Fiesler Fi 156 "Storch"
- Messerschmitt Bf 108 "Taifun"

## Idrovolanti
- Arado Ar 196
- Heinkel He 60
- Heinkel He 115